# Grupo Ação Lésbica Feminista
O Grupo Ação Lésbica Feminista, também conhecido pela sigla GALF, foi uma organização do início do Movimento Homossexual Brasileiro (MHB). Fundado em outubro de 1981, na cidade de São Paulo, pelas ativistas Míriam Martinho, Rosely Roth e colaboradoras, ele encerrou suas atividades em março de 1990.
Único grupo de militantes lésbicas a se manter ativo por quase toda a década de 1980, ele teve uma trajetória pioneira na visibilização das lésbicas no período, seja pela publicação dos boletins Chanacomchana e Um Outro Olhar, seja pelas atividades que realizou junto aos movimentos homossexual e feminista brasileiros e o incipiente movimento lésbico internacional. Também se destacou pela realização do happening do Ferro’s Bar a fim de reverter a proibição da venda do boletim Chanacomchana no local, consagrado posteriormente como Dia Nacional do Orgulho Lésbico em julho de 2003. Igualmente se destacou por participações pioneiras na imprensa escrita e televisiva numa época em que falar abertamente de homossexualidade ainda era raro.

## Publicações
Produzido e editado por Míriam Martinho como fanzine, a partir de colagens e textos datilografados, o Chanacomchana vai reunir produções das integrantes do GALF, sobretudo nos seus três primeiros anos, e posteriormente, com a maior divulgação do grupo, de colaboradoras de todo o país. Abordando questões especificamente lésbicas e da mulher em geral, o Chanacomchana teve 12 edições até 1987, cedendo lugar ao título Um Outro Olhar, mais focado na vivência lésbica, com 10 edições publicadas até fevereiro de 1990. Esse último título será continuado, como revista, pela Rede de Informação Lésbica Um Outro Olhar da década de 1990.

## Ativismo
Além do happening político do Ferro’s Bar, o GALF participou da luta pelas duas bandeiras do Movimento Homossexual dos anos 80, reivindicando junto a parlamentares apoio para elas:
1. A campanha contra o código 302.0 da CID, seguido pelo INAMPS no Brasil, que considerava a homossexualidade uma doença mental.
2. A campanha pela inserção, no inciso IV do artigo 3º na de 1988 (artigo 153 da Constituição de 1969), da frase “contra a discriminação por preferência ou orientação sexual”  conjuntamente com os grupos Triângulo Rosa e Grupo Gay da Bahia. Internacionalmente, participou de dois encontros históricos de articulação do Movimento Lésbico Internacional:
- A 8ª Conferência do International Lesbian Information Service (ILIS) (sigla em inglês para Serviço de Informação Lésbica Internacional), ocorrida em Genebra, de 25 a 28 de Março de 1986, de onde se originaram as redes regionais lésbicas da Ásia e da América Latina.
- I Encontro de Lésbicas-Feministas Latino-Americanas e do Caribe, na cidade de Cuernavaca, Morelos, no México, em outubro de 1987.

## Visibilidade na Imprensa
A ativista do GALF Rosely Roth teve destaque na imprensa escrita e televisiva dos anos 80, em especial pela manifestação do Ferro’s Bar, registrada pela Folha de S.Paulo, em matéria do jornalista Carlos Brickmann e imagens do fotógrafo Ovídio Vieira e duas participações em programas da apresentadora Hebe Camargo em 25 de maio de 1985 e 29 de abril de 1986.
O GALF também dará origem a Rede de Informação Lésbica Um Outro Olhar, fundada em 12 de abril de 1990, que continuará a produção do boletim Um Outro Olhar, posterior revista Um Outro Olhar e desenvolverá, a partir de 1995, os primeiros projetos sobre saúde lésbica financiados por órgãos governamentais.